# Polje (Velika Kladuša)
Polje es un pueblo de la municipalidad de Velika Kladuša, en el cantón de Una-Sana, Bosnia y Herzegovina.

## Superficie
Posee una superficie de 6,14 kilómetros cuadrados.

## Demografía
Hasta 2013 la población era de 1472 habitantes, con una densidad de población de 239,7 habitantes por kilómetro cuadrado.